# 최태성
최태성(崔兌誠, 1971년 7월 16일 ~ )은 대한민국의 한국사 강사이다. 본관은 경주이다.

## 생애
성균관대학교 사학과에서 학사 학위 취득하고 백영고등학교 역사 교사로 근무 중이던 2001년부터 EBS 한국사 강사로 활동하였다. 누적 수강생이 600만명이 넘는 유명 강사로  《역사저널 그날》 등에 출연하였다.

## 학력
- 대성고등학교 (졸업)
- 성균관대학교 문과대학 사학 (학사)

## 경력
- 모두의 별★별 한국사 연구소 (소장)
- 외교부 산하 재외 동포 재단 자문 위원
- 이투스 (2017 ~ 현재)
- 국사편찬위원회 자문위원 (2013)
- EBS 역사교육 자문위원 (2011 ~ 2012)
- 前 대광고등학교 교사 (2002 ~ 2016)
- EBSi  (2001 ~ 현재)
- 前 백영고등학교 교사 (1997 ~ 2002)
- 한국교육과정평가원 모의고사 출제위원

## 방송
- 2013년 :KBS1 《도전! 골든벨》 653회 서울 동대문구 대광고 편 특별출연[3]
- 2013년 KBS1 《역사저널 그날》 시즌1, 시즌2, 시즌4
- 2017년 KBS1 《최태성 이윤석의 역사기행 그곳》
- 2017년 OtvN 《어쩌다 어른》 2017년 7월 20일 제93회, 2017년 7월 27일 제94회
- 2018년 tvN 《문제적 남자》 2018년 8월 14일 168화
- 2021년 tvN STORY 《벌거벗은 세계사》 2021년 2월 6일 5회, 2021년 2월 27일 8회, 2021년 3월 13일 10회, 2021년 3월 20일 11회
- 2021년 MBC《MBC 다큐프라임 불굴의 항일투사 학암 이관술》 2021년 8월 15일
- 2022년 tvN STORY 《벌거벗은 한국사》

## 저서
- 2019년 최태성의 다음엇지
- 2019년 역사의 쓸모
- 2020년 최태성의 한국사 능력 검정시험 (기본)
- 2020년 최태성의 한국사 능력 검정시험 (심화)
- 2020년 최태성의 만화 한국사 (개정판)
- 2020년 최태성의 만화 한국사 2 (개정판)
- 2020년 최태성의 한국사 수업

## 사건과 논란
2011년 8월 조선일보 기사 ‘EBS 인기 강사의 황당한 근현대사 강의’는 “EBS A 교사의 근현대사 강의 내용이 반한(反韓) 친북(親北)적 입장으로 일관돼 있다”고 공정언론시민연대(이하 공언련)를 인용해 최태성의 이념관을 비판하였다. 최태성은 "조선일보가 마치 본인이 왜곡된 근현대사 강의를 하고 이념적으로 편향된 발언을 한 것처럼 보도해 명예를 훼손했다"며 조선일보를 대상으로 정정보도 및 손해배상청구 언론조정신청을 하였으며 서울중앙지방검찰청에 조선일보 기자를 형사고소하였다.